# Bård Finne
Bård Finne, né le 13 février 1995 à Bergen en Norvège, est un footballeur norvégien. Il évolue au poste d'attaquant au SK Brann.

## Biographie

### En club
Bård Finne signe un contrat de deux ans et demi avec le FC Heidenheim en janvier 2016.
Le 5 août 2021, Bård Finne fait son retour au SK Brann, son club formateur. Il signe un contrat courant jusqu'en juin 2025.

## Statistiques
| Saison                | Club                  | Championnat           | Championnat | Championnat | Coupe(s) nationale(s) | Coupe(s) nationale(s) | Total | Total |
| Saison                | Club                  | Division              | M.          | B.          | M.                    | B.                    | M.    | B.    |
| 2012                  | SK Brann              | Tippeligaen           | 7           | 3           | 2                     | 1                     | 9     | 4     |
| 2013                  | SK Brann              | Tippeligaen           | 19          | 5           | 3                     | 6                     | 22    | 11    |
| Sous-total            | Sous-total            | Sous-total            | 26          | 8           | 5                     | 7                     | 31    | 15    |
| 2013-2014             | FC Cologne            | 2. Bundesliga         | 11          | 1           | -                     | -                     | 11    | 1     |
| 2014-2015             | FC Cologne            | Bundesliga            | 10          | 1           | 0                     | 0                     | 10    | 1     |
| 2015-2016             | FC Cologne            | Bundesliga            | 0           | 0           | 1                     | 0                     | 1     | 0     |
| Sous-total            | Sous-total            | Sous-total            | 21          | 2           | 1                     | 0                     | 22    | 2     |
| 2015-2016             | FC Heidenheim         | 2. Bundesliga         | 14          | 2           | 1                     | 0                     | 15    | 2     |
| Sous-total            | Sous-total            | Sous-total            | 14          | 2           | 1                     | 0                     | 15    | 2     |
| Total sur la carrière | Total sur la carrière | Total sur la carrière | 61          | 12          | 7                     | 7                     | 68    | 19    |

## Palmarès
Il remporte la deuxième division allemande en 2014 avec le FC Cologne.